# LG 크리스탈
LG 크리스탈(LG Crystal, LG-GD900)은 LG전자가 출시한 휴대 전화이다. 휴대 전화 업계 최초로 키패드 부분에 터치 스크린 방식의 투명 재질을 적용하였다.

## 같이 보기
- 싸이언 크리스탈